# Атлас, составленный небом
«Атлас, составленный небом» (серб. Атлас описан небом) — первый роман сербского писателя Горана Петровича, выпущенный в 1993 году. В центре романа — Дом и его обитатели, борьба между добром и злом, сказочные фантазии и, одновременно с этим, очень серьёзные вещи. Книга состоит из 52 глав и 52 иллюстраций к ним. Предисловие к роману написал Милорад Павич.

## Критика
По мнению российского критика Максима Туулы, из всех произведений Петровича «Атлас, составленный небом»

напоминает романы Павича больше всего. Здесь вы обнаружите эксперименты с формой романа (это роман-атлас), гипертекстовые ссылки (в виде комментариев к главам), необычные образы, метафоры, парадоксы, амальгаму реальности и волшебной сказки. Здесь существуют зеркала, показывающее прошлое, настоящее и будущее и отличающие правду от лжи, и заколки, изготовленные из лунного света.

## Переводы
Русский перевод романа, выполненный Ларисой Савельевой, был впервые опубликован в 1997 г. в журнале «Иностранная литература» (№ 6). Отдельное издание выпущено в 2000 г. издательством «Амфора», вызвав, в частности, ироническую рецензию Н. Никифорова в «Русском журнале»:

Герои нашей книги имеют очевидное сходство с персонажами «Игры в классики», только автор подвергнул их поголовной лоботомии. Чтобы легче было сражаться за страну грез и мечты.

В 2005 г. вышло второе издание русского перевода. В 2002 г. в Мексике вышло отдельное издание в переводе на испанский язык (исп. Atlas descrito por el cielo, Мехико: Sexto Piso; перевод Дубравки Сузневич; в 2007 г. опубликован болгарский перевод Желы Георгиевой (болг. Атлас, описан с небе; София: Стигмати).